# Mikroelektronikpark
Mikroelektronikpark ist der Name eines Bauprojekts, das in den 1990er Jahren im nordrhein-westfälischen Duisburg realisiert wurde. Es wurde als Teil der Gesamtplanung Duisburg vom Londoner Architekturbüro Foster + Partners entwickelt und besteht aus drei Einzelbauten. Heute werden das Telematikzentrum und das Mikroelektronikzentrum unter dem Namen Tectrum als Technologiezentrum betrieben. 

## Geschichte
Das Architekturbüro um den Architekten Norman Foster wurde in den 1980er Jahren mit einem großen Gesamtplan für Duisburg beauftragt, der neben der Neugestaltung des Innenhafens auch die Neuausrichtung des bisher von Industrieunternehmen dominierten Areals zwischen Mülheimer Straße und Pappenstraße beinhaltete. In dem Areal sollten bis zu 3.000 Arbeitsplätze entstehen. Realisiert wurde das Projekt in Private-Public-Partnership.
Die Ansiedlung von Mikroelektronikindustrie wurde nicht realisiert. Heute werden die südlich gelegenen Baulichkeiten als Technologiezentrum genutzt. Unter anderem ist hier das Konfuzius-Institut der Metropole Ruhr zu finden. 

## Bauten des Projekts

### Haus der Wirtschaftsförderung
Das Haus der Wirtschaftsförderung mit der Adresse Mülheimer Straße 100 wurde ab 1990 errichtet und konnte 1993 fertiggestellt werden. Von hier aus sollte die Ansiedlung von Unternehmen im Mikroelektronikpark koordiniert werden. Heute wird das Haus als Bürogebäude genutzt. Errichtet wurde es auf einem an einen Schiffsrumpf erinnernden, elliptischen Grundriss, dessen Höhe durch ein Kreissegment beschnitten wird. Hierdurch weist das Gebäude unterschiedliche Höhen zwischen etwa 16 und 30 Metern auf und beinhaltet an seiner höchsten Stelle sieben Geschosse. Zentral ragt ein massiver Betonkern in die Höhe, um den die Versorgungsschächte angeordnet wurden. ⊙

### Telematikzentrum

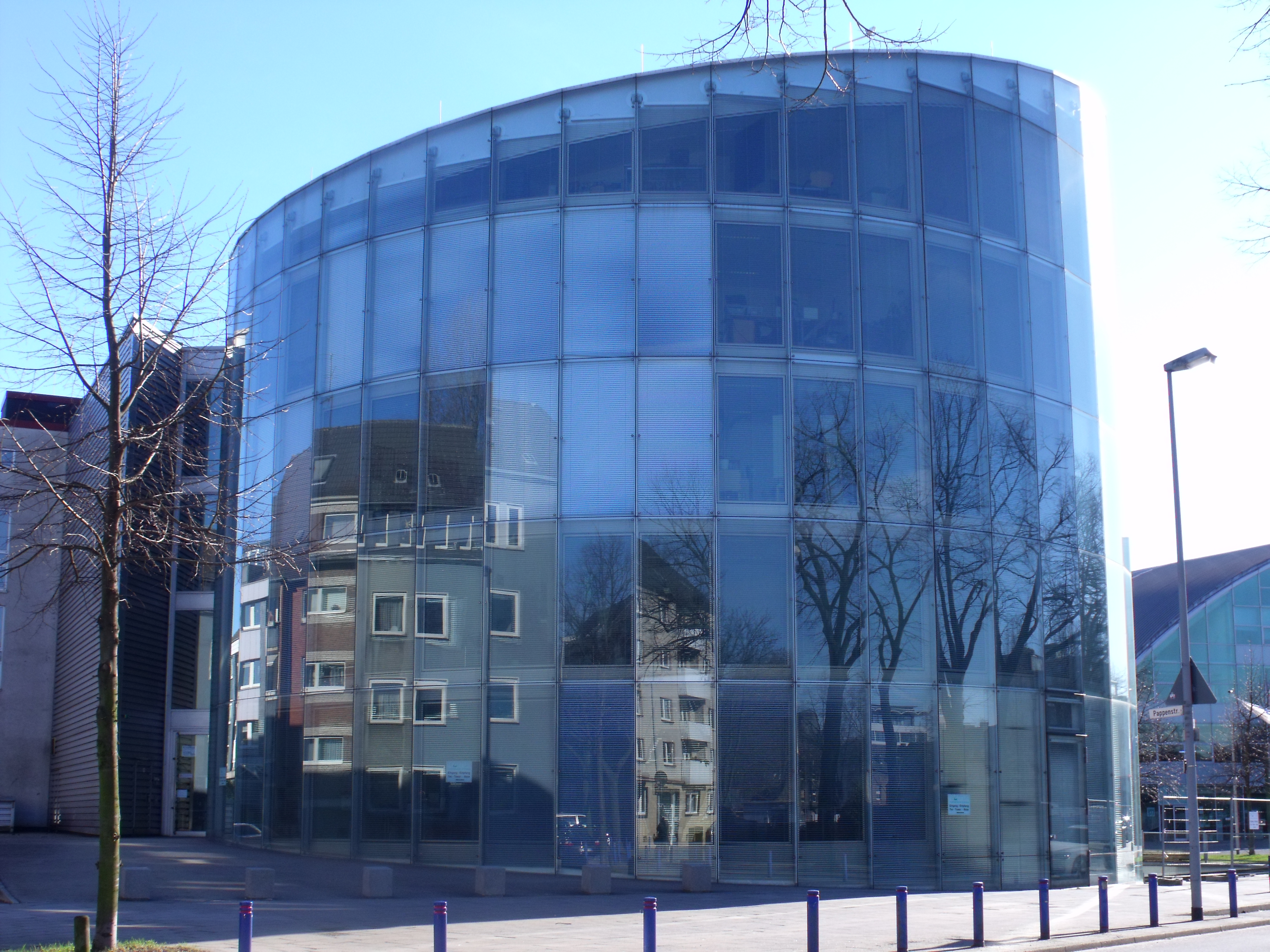
Das Telematikzentrum

Das Telematikzentrum (heute Tec-Tower) an der Bismarckstraße 142c wurde als zentrale Anlaufstelle für die in den benachbarten Wohngebieten lebenden Menschen geplant. Es entstand ebenfalls zwischen 1990 und 1993. Im Mittelpunkt des Baus steht ein öffentliches Forum, in dem Ausstellungen stattfinden können. Daneben wurde hier ein Café untergebracht. Um das Atrium ordnen sich mehrere Büros an. Die Bauplanungen sahen hier außerdem die Management-Systeme für die benachbarten Gebäude des Mikroelektronikparks vor. Heute werden sind die Räumlichkeiten vermietet und beinhalten verschiedene Büros.
Das Telematikzentrum präsentiert sich als zylindrischer Baukörper. Es nimmt eine Höhe von ca. zwölf Metern ein. Im Inneren erstreckt sich das Atrium auf der gesamten Höhe des Baus. Das Zentrum wurde ähnlich wie das Haus der Wirtschaftsförderung doppelt verglast. ⊙

### Mikroelektronikzentrum

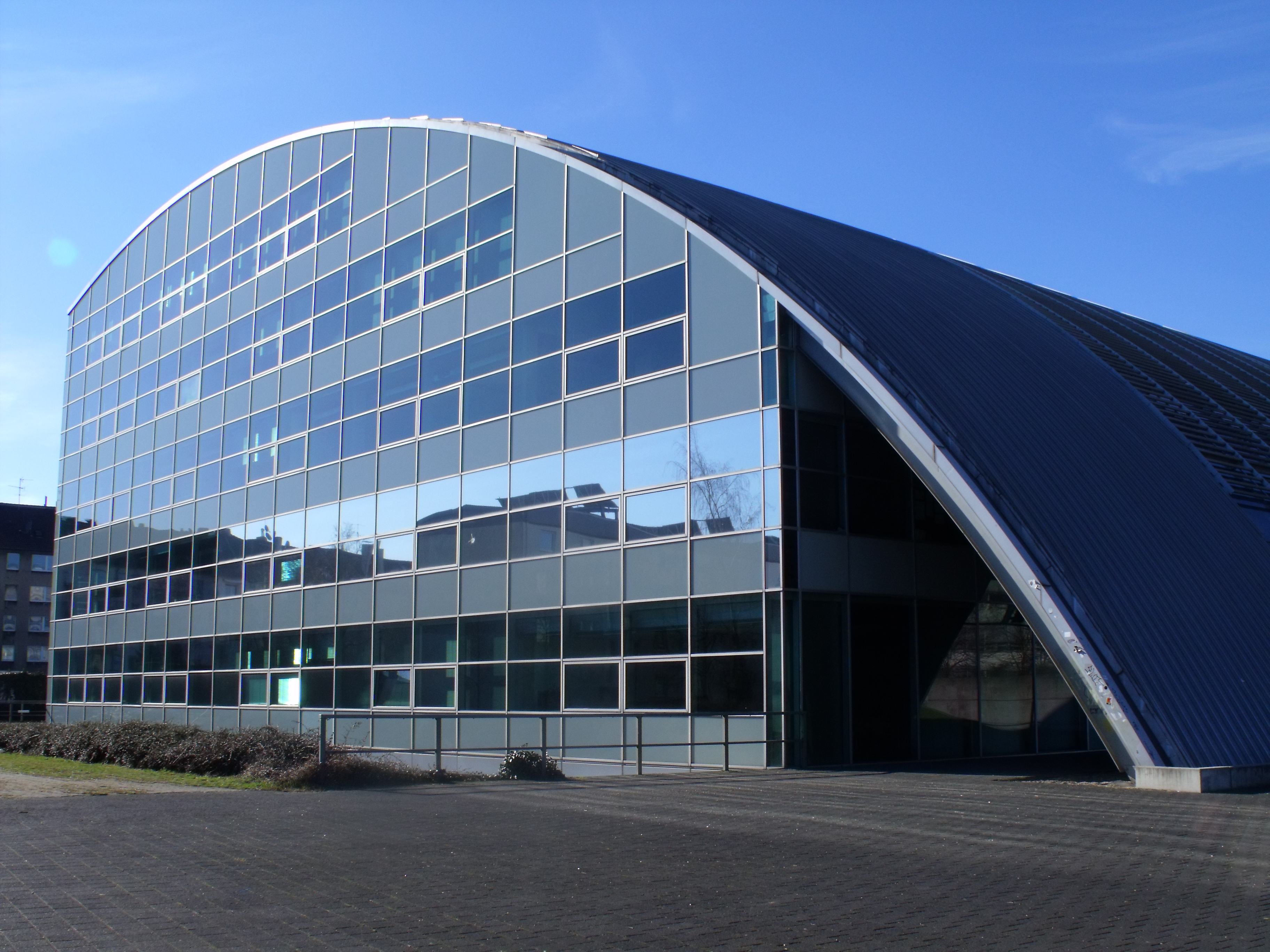
Das sogenannte Mikroelektronikzentrum

Das in der Bismarckstraße 120 gelegene Mikroelektronikzentrum wurde als Kern der des Parks angelegt. Hier sollte ein wichtiger Standort der Mikroelektronikindustrie entstehen. Dafür plante man Laborräume genauso ein wie Schulungsräume, Büros und Konferenzsäle. Insgesamt umfasst das Mikroelektronikzentrum etwa 40.000 Quadratmeter Fläche. Noch im 1988 veröffentlichten Modell des Mikroelektronikparks waren weitere Zentren in gleicher Form auf dem Gelände des heutigen Friedrich-Albert-Lange-Berufskollegs vorgesehen. 
Das Zentrum wurde in Form zweier halbrunder, gläserner Atrien mit dahinterliegenden Büroräumen realisiert. Unter einer Klimahülle und direkt mit dem davorliegenden Park verbunden, erstrecken sich drei stählerne Stangen. Die Anlage wurde von passiven Umweltsystemen erschlossen. Insbesondere die natürliche Luftzufuhr der an den Außenwänden liegenden Büros spielte bei der Planung eine bedeutende Rolle. ⊙